# San Zenone (Minerbe)
San Zenone è una delle frazioni di Minerbe, distante più di 3 km dal centro e una popolazione forte di 500 unità circa in costante crescita. La sua collocazione strategica funge da fulcro tra il paese di riferimento e gli altri comuni di Bevilacqua, Boschi Sant'Anna e Pressana, mentre il suo centro converge nella pieve risalente al X secolo. La terza domenica di maggio ricorre la sagra che dura una settimana circa.

## Monumenti e luoghi d'interesse

### Antica pieve di San Zenone
L'antica pieve di San Zenone affonda le sue origini in epoca romana, come dimostrano taluni reperti edificatori, in quanto sorge ove prima si trovava il tempio dedicato al culto della dea Minerva. Nel 1035, sostituendone il nome Chiesa attribuitagli nel X secolo, viene definita Pieve perché provvista di fonte battesimale, quindi è da considerarsi una delle più antiche di tutto il veronese. È nominata in una bolla di Eugenio III del 1145 e in un diploma dell'imperatore Federico I nell'anno 1155. Nell'anno 1923 la chiesa fu ampliata con la costruzione di due grandi cappelle laterali, mentre nel 1937 fu realizzata l'attuale facciata in mattoni di cotto a vista in stile settecentesco. Nelle due grandi nicchie laterali trovano collocazione le statue, opera dello scultore Ubaldo Fontana, dei santi eremiti Benigno e Caro che, nell'anno 807, trasportarono il corpo di San Zeno dalla piccola chiesa in Oratorio, nell'attuale basilica. All'interno è conservato un prezioso battistero del 1454 e una scultura lignea, raffigurante la Madonna in trono, del XV secolo. Il nuovo e maestoso campanile, rivestito di marmi e mattoni, fu costruito nel 1994, all'interno del quale furono messe cinque nuove campane.

### Villa Guarienti
Costruzione padronale, anch'essa dotata di aia e di barchessa. Quasi nascosta dal muro di recinzione e dalle piante sul ciglio della strada, è prossima alla piazza di San Zenone. Di origine remote, potrebbe rientrare tra i beni acquistati nel 1407 dai Guarenti dalla Camera di Verona. Le iscrizioni riportano i restauri operati da conti e contesse. La villa disponeva di un giardino antistante l'entrata principale, da cui si poteva accedere alla cappella (ora scomparsa) e alla grotta contenente la statua di San Gerolamo.